# Rožka
Rožka oz. ahena (lat. achaenium) je suh plod, ki nastane iz enopredalaste podrasle plodnice. Ta je nastala iz dveh zraslih plodnih listov. Semenska lupina je zrasla s suhim osemenjem. Je posebna oblika oreška. Na vrhu plodnice izraščajo drobni laski napolnjeni z zrakom. To je preobražena čaša, ki jo imenujemo kodeljica oz. papus, katere namen je razširjanje plodov z vetrom.
Je značilen plod pri nebinovkah (Asteraceae).

## Galerija
- Rožke na regratu (Taraxacum) opremljene z obročem drobnih laskov, ki delujejo kot padalce in pomagajo pri razširjanju z vetrom.